# ليوبولدينا أميرة البرازيل
ليوبولدينا أميرة البرازيل (بالبرتغالية: Leopoldina Teresa Francisca Carolina Micaela Gabriela Rafaela Gonzaga de Bragança e Bourbon‏)، (ليوبولدينا تيريزا فرانسيسكا كارولينا ميغيلا غابرييلا رافاييلا غونزاغا، ولدت في 13 يوليو 1847 وتوفيت في 7 فبراير 1871) ابنة الإمبراطور بيدرو الثاني والإمبراطورة تيريزا كريستينا.
تخلت دونا ليوبولدينا، وهي أميرة برازيلية منذ ولادتها، عن ألقابها عند زواجها من لودفيغ أوغست أمير من بيت ساكس كوبرغ وغوتا، وحصلت على لقب أميرة ساكس كوبرغ وغوتا ودوقة ساكسونيا.
كانت الأميرة في المرتبة الثانية في خلافة العرش البرازيلي، حتى بعد زواج شقيقتها الكبرى دونا إيزابيل، بسبب الصعوبات التي واجهتها الأخيرة في إنجاب وريث. شكّل أحفادها فرعًا من ساكس كوبرغ وجوتا التابع للبيت الإمبراطوري في البرازيل.

## السيرة الشخصية

### العائلة والنشأة
ولدت ليوبولدينا في الساعة 6:45 صباحًا في 13 يوليو عام 1847، في قصر القديس كريستوفر  الإمبراطوري، الابنة الثانية لبيدرو الثاني وتيريزا كريستينا من مملكة الصقليتين. جدّاها من جهة الأب الإمبراطور بيدرو الأول والإمبراطورة ماريا ليوبولدينا، وجدّاها من جهة الأم الملك فرانسيس الأول ملك الصقليتين وماريا إيزابيلا.
عُمِدت في الكنيسة والكاتدرائية الإمبراطورية في 7 سبتمبر 1847، على يد قسيس رئيس الأساقفة وواهب الأبرشية مانويل دو مونتي رودريغز دي أراخو، كونت إيراجا، وأعطيت اسمها تكريمًا لجدتها من جهة الأب. عرّابوها عمها وعمتها، أمير وأميرة جوينفيل. وقفت الوزيرة المفوضة دي بوتنفال بالوكالة عن الملك الفرنسي لويس فيليب الأول، وكونتيسة بلموتني ورئيسة غرف الإمبراطورة ماريانا كارلوتا دي فيرنا ماغالهايس كوتشينو. سعى بيدرو الثاني للحصول على مُدرس لفتاتيه في سن مبكرة. وقع الاختيار على كونتيسة بارال، إشارة إلى أميرة جوينفيل، التي بدأت مهامها في سبتمبر 1855. أُمِر العديد من المعلمين بتعليم الشابتين، اللتين اتبعتا نظامًا دقيقًا وصارمًا في الدراسات والتي راقبها الإمبراطور باستمرار.
حضرت الأميرتان الفصول الدراسية ستة أيام في الأسبوع، من الساعة 7 صباحًا إلى الساعة 9:30 مساءً. تمكنتا من استقبال الزيارات فقط في أيام الأحد، في الحفلات أو في أي مناسبة أخرى يحددها الإمبراطور. درستا مواضيع متنوعة: البرتغالية وأدبها، والفرنسية، والإنجليزية، والإيطالية، والألمانية، واللاتينية، واليونانية، والجبر، والهندسة، والكيمياء، والفيزياء، وعلم النبات، والتاريخ (الذي قُسِمت مواضيعه بحسب البلد والفترة)، وعلم الدراسات الكونية، والتلوين، والرسم، والبيانو، والفلسفة، والجغرافيا، والاقتصاد السياسي، والبلاغة، وعلم الحيوان، وعلم المعادن، والجيولوجيا.

### الزواج
كلف بيدرو الثاني الأميرة فرانسيسكا بإيجاد أميرين شابين من أوروبا يمكنهما أن يكونا زوجين مناسبين لابنتيه. أعلن الملك زواج الأميرات دون تسمية أسماء الخاطبين في خطاب العرش في مايو 1864. ومع ذلك، المرشحان اللذان اختارهما الإمبراطور- ابن أخيه «بيير» دوق بنتهايفر، وفيليب «كونت فلاندرز» (نجل ليوبولد الأول من بلجيكا)- رفضا الاتحاد المقترح، ما دفع الملك إلى اختيار الأمير لودفيغ أوغست من ساكس كوبرغ وغوتا، الابن الثاني لأوغست من ساكس كوبرغ وغوتا والأميرة كليمنتين من أورليان، وغاستون أورليانز، كونت أو.
أعتقِد بدايةً أن لودفيغ أوغست سيخطب الأميرة إيزابيل وغاستون الأميرة ليوبولدينا، ولكن بيدرو الثاني رفض المضي في المفاوضات قبل سماع رأي ابنتيه بشأن الخاطبين. وصل الأميران إلى ريو دي جانيرو في 2 سبتمبر 1864. في الأيام التي تلت ذلك، عُكِست الخطط الأولية، مثلما تذكر إيزابيل:
أراد بابا المضي في هذه الخطة، ومراقبة زواجنا. اعتقدوا أن الكونت أو مناسب لأختي ودوق ساكسونيا مناسبٌ لي. لكن الله وقلوبنا قرروا بشكل مختلف، وفي 15 أكتوبر شعرت بالسعادة لزواجي من الكونت أو.
استقر زواج ليوبولدينا ولودفيغ أوغست من خلال اتفاق زواج بين إمبراطور البرازيل ودوق ساكس كوبرغ وغوتا. نص العقد، في المواد 3 و4 و5، على أنه ما دام دوم بيدرو الثاني لا يعتبر خلافة الاميرة إيزابيل مضمونة، ينبغي للزوجين -ضمن أمور أخرى- أن يقيما في البرازيل لجزءٍ من السنة وأن ينجبا أطفالهما في الأراضي البرازيلية.
أخيرًا تزوجت ليوبولدينا من لودفيغ أوغست في 15 ديسمبر 1864. حصل الزوجان على منحة قدرها 300,000 ريال برازيلي لشراء مسكن في ريو دي جانيرو، يكون لهما ولسلالتهما حق الانتفاع به، ولكنه سيبقى إرثًا وطنيًا. كان المسكن المختار قصرًا بجوار قصر ساو كريستوفاو، اشتروه في يونيو 1865 وطُهر روحيًا باعتباره «قصر ليوبولدينا».
وبعد عشرة أشهر من معاناتها من الإجهاض، أنجبت ليوبولدينا في 19 مارس 1866 الأمير بيدرو أوغوستو، وهو الحفيد المفضل لدوم بيدرو الثاني. عاشت الأميرة منذ ذلك الحين بين البرازيل وأوروبا، وكانت تعود دائمًا إلى موطنها الأصلي من أجل ولادة أطفالها. وهذا ما كان مع أوغوستو ليوبولدو وخوسيه فرناندو، المولودين في عامي 1867 و1869، على التوالي. عندما اكتشفت أنها حامل بطفلها الرابع، قررت هي وزوجها ألا يعودا إلى البرازيل، وفي 15 سبتمبر عام 1870، ولد الأمير لويس غاستو في قلعة إبنثال في النمسا.

### الموت
ظهرت على ليوبولدينا في بداية عام 1871 الأعراض الأولى للمرض الذي سيقتلها. غير أن مشاكل الجهاز الهضمي والحمى لم ترتبط باستهلاكها من المياه الملوثة التي ابتليت بها فيينا. كانت الأميرة في حالة من الانهيار الجسدي المقلق في الأسبوع الثاني. ظهرت الحمى المتقطعة، والبقع على الجلد، والتغوط الدموي، وهي أعراض كلاسيكية من حمى التيفوئيد في الأسبوع الرابع. تطورت الصورة بسرعة وبدأت ليوبولدينا تعاني من الأوهام والتشنجات، وهو الموقف الذي شهدته الأميرة إيزابيل وكونت أو.

في نهاية المطاف استسلمت الأميرة لهذا المرض في عصر السابع من فبراير عام 1871، في سن الثالثة والعشرين. وصفت كليمنتين من أورليان معاناة ابنتها في رسالة بعثت بها إلى أميرة جوينفيل:
إرادة الله ستتم، يا تشيكا الصالحة، لكن الضربة قاسية ونحن حزينون للغاية. حالة غوستي المسكين تكسر قلبي، فهو يتنهد في كل لحظة، ولا يأكل ولا ينام، وهو تغيير رهيب! كانت تحبه كثيرًا. كانوا سعداء للغاية معًا! رؤية هذه السعادة تدمر في سن 24 أمر فظيع!! كتبت لك السبت، الأحد والاثنين أن هؤلاء الأطفال الفقراء كانوا هادئين ومطمئني البال. لم تفتح عينيها، لكنها سمعت ما صُرخ في أذنها، وبالتأكيد تعرفت على صوت أختها، لأنها تحدثت بضع كلمات باللغة البرتغالية. ليلة الاثنين وجد الأطباء تحسنًا ملموسًا واستعدنا الأمل. كانت ليلة هادئة ولكن صباح الثلاثاء شعرت بألم في صدرها وفي الساعة العاشرة أعلن الأطباء أنه لا أمل في ذلك، ومع ذلك بقيت أعتني بها وقضيت ذلك اليوم الطويل بجانب سريرها، رأيتها هادئةً جدًا وغير متغيرة كثيرًا، ولكن بحلول الساعة الرابعة مساءً، أصبح تنفسها أبطأ. تلا رئيس دير بلوميل صلاة الموت، كنا جميعًا راكعين حول سريرها، وفي الساعة 6 مساءً توقف تنفسها، دون أدنى تغيير في ملامح وجهها. كانت جميلة حقًا آنذاك، ولها تعبير ملائكي. وهي الآن ترقد في تابوت مرتديةً ملابسًا حريريةً بيضاءً وتاجًا أبيضًا وطرحة زفافها فوق رأسها. لم تتغير، من الجيد أن ننظر إليها. إنها محاطة بالزهور النضرة، والتيجان التي أرسلتها جميع الأميرات. وغداً سوف تقام المراسم الدينية في الداخل، وسوف تغادر إلى كوبرغ، حيث سنحضر جميعًا، بما في ذلك غاستون وإيزابيل، وهم جيدون جدًا. الختام يائس. أحضنك، صلي من أجلنا، نحن في أمس الحاجة لها. إخلاصي لكِ، كليمنتين.
تكريمًا للأميرة، فرض الإمبراطور فرانز جوزيف الأول ملك النمسا حدادًا رسميًا لمدة 30 يومًا. بعد مراسم الجنازة الرسمية التي أقامتها البعثة الرسولية، والمونسنيور ماريانو فالينيللي أنتونيتشي، نُقلت جثتها إلى كوبرغ، وحضر ممثلو جميع المنازل الملكية في أوروبا دفنها. دُفن جسدها في سرداب القديس أوغسطين، بجوار قبور زوجها وأطفالها.